# Gli scocciatori
Gli scocciatori (Les casse-pieds) è un film del 1948 diretto da Jean Dréville.